# Guvid de nisip
Guvidul de nisip sau guvidul  tărcat (Pomatoschistus marmoratus) este un pește marin mic din familia gobiide răspândit în apele din estul Oceanului Atlantic, Marea Nordului, Marea Mediterană, Marea Neagră și Marea Azov și în lacurile litorale salmastre sau dulci.